# Harry Stenqvist
Erik Harry Stenqvist, född 25 december 1893 i Chicago i USA, död 9 december 1968 i Örebro, var en svensk tävlingscyklist, som vann olympiskt guld i landsvägslopp i Antwerpen 1920. Han ingick också i det svenska laget som tog silver.
Stenqvist startade i det första Hermesloppet från Uppsala i juni 1922 men tvingades bryta i Borlänge på grund av lättare solsting.